# Square Antonin

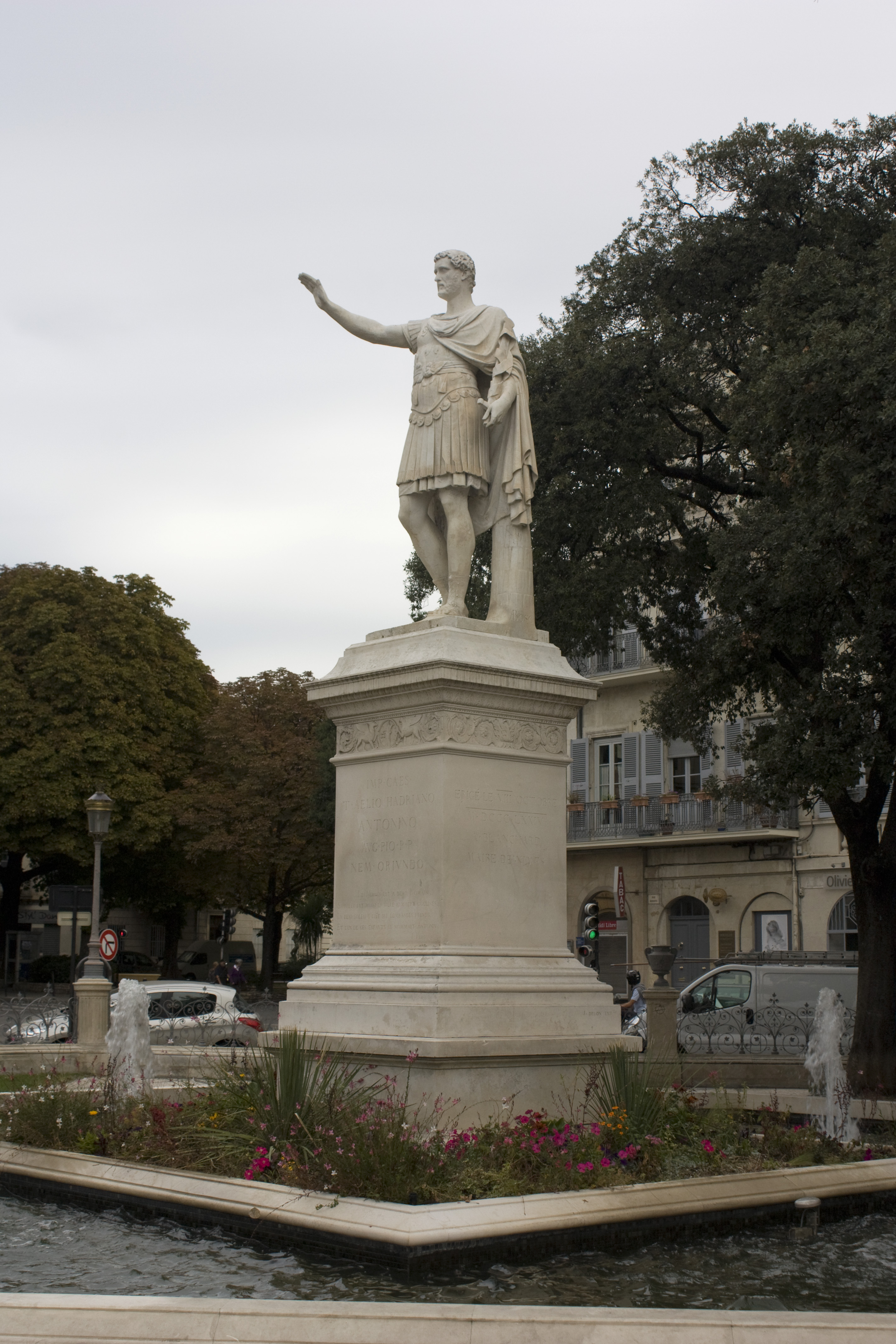
Statue d'Antonin le Pieux

Le square Antonin est une place de la ville de Nîmes, dans le département du Gard. 

## Situation et accès
Il se situe au nord-ouest de l'Écusson nîmois, le centre-ville historique de la ville, à la jonction du boulevard Alphonse-Daudet, du quai de la Fontaine, du square de la Bouquerie, de la rue de l'agau et de la rue Auguste. 

## Origine du nom
Nîmes conserve un lien fort avec l'empereur romain Antonin le Pieux, dont la famille était originaire de la colonie de Nemausus, la Nimes antique. 

## Historique
En 1862, le conseil municipal décide de rendre hommage à l'empereur romain Antonin le Pieux avec la réalisation d'un square, aménagé à l'emplacement de l'ancien bassin terminal du canal de la Fontaine. Ce dernier avait été créé un siècle plus tôt par Jacques Philippe Mareschal, en même temps que les jardins du même nom.

## Bâtiments remarquables et lieux de mémoire
Le square Antonin forme une place dont l'espace central est clos par une grille en fer forgé, du serrurier nîmois Marius Nicolas. L'aménagement de cet espace est l’œuvre de l'architecte provençal Henri Révoil.
L'élément principal du square est la statue monumentale en marbre de Carrare de l'empereur Antonin, sculptée par Auguste Bosc et inaugurée en 1874. Sur son piédestal se trouvent deux inscriptions latines. Côté est, il y est écrit : SENATVS POPVLVSQVE NEMAVSENSIS, signifiant « le sénat et le peuple nîmois ». Côté ouest, on peut lire la dédicace suivante, reprenant partiellement la titulature de l'empereur : IMP•CAES•T•AELIO•HADRIANO•ANTONINO•AVG•PIO, P•P, NEM•ORIVNDO, soit IMPERATOR•CAESAR•TITVS•ÆLIVS•HADRIANVS•ANTONINVS•AUGVSTVS•PIVS, PONTIFEX•MAXIMVS, NEMAVSVS•ORIVNDO.[réf. souhaitée]
Sous cette dédicace sont enfin gravés quatre vers du poète nîmois Jean Reboul issus son épître « À M. Sigalon » : 
« Le nîmois est à demi romain :
Sa ville fut aussi la ville aux sept collines ;
Un beau soleil y luit sur de grandes ruines,
Et l'un de ses enfants se nommait Antonin. »